# Дэвис, Рэймонд
Рэймонд Аллен Дэвис (англ. Raymond Allen Davis; род. 2 октября 1974, Уайз, Виргиния, США) — бывший солдат вооружённых сил США и агент ЦРУ, который 27 января 2011 года убил из нелегального огнестрельного оружия двух человек в центре Лахора. После вмешательства Госдепа США Рэймонд Дэвис был отпущен из-под стражи пакистанцами и депортирован на родину.

## Биография
Рэймонд Дэвис служил в американском спецназе в течение 10 лет (с 1993 по 2003 год). После этого он был сотрудником частного агентства Blackwater Worldwide. Американское правительство всегда отрицало принадлежность Дэвиса к ЦРУ, по их утверждениям он был сотрудником консульства США в Лахоре и не имел никакого отношения к спецслужбам.

## Инцидент в Лахоре
27 января 2011 года Рэймонд Дэвис открыл огонь из полуавтоматического пистолета «Глок», убив двух мужчин через лобовое стекло своего автомобиля. Пакистанские власти предъявили ему обвинение в убийстве, но администрация президента Обамы предоставила доказательства, что Дэвис является сотрудником консульства США в Лахоре и имеет дипломатический иммунитет. Во время допроса пакистанскими полицейскими, 36-летний экс-спецназовец признался в том, что работает на ЦРУ. Также Дэвис утверждал, что убил двух мужчин в целях самообороны, так как они были вооружёны винтовками. Власти США же настаивали, что Дэвис дал эти показания под давлением пакистанской разведки и на самом деле он никогда не работал на ЦРУ.

### Подробности инцидента
27 января 2011 года, Дэвис, находясь за рулем белой Хонды Цивик, остановился на светофоре на улице Куртаба Чаук в районе Мозанг Чунги в Лахоре. В этот момент двое мужчин объехали его на мотоциклах и остановились впереди. Увидев, что один из молодых людей достал огнестрельное оружие, Дэвис произвёл пять выстрелов через лобовое стекло, затем вышел из автомобиля и произвёл ещё четыре выстрела, убив обоих. После этого Дэвис вызвал подкрепление по рации. Пакистанские полицейские не приняли версию Дэвиса о самообороне, посчитав, что убийство было совершенно с особой жестокостью. «Он вышел далеко за пределы того, что мы определяем как самооборона. Это жестокое убийство было не соизмеримо с угрозой» — заявил высокопоставленный чиновник полиции, участвующий в деле.
Из автомобиля Дэвиса были изъяты: нелегальные пистолеты, рация дальнего радиуса действия, устройства GPS, инфракрасный фонарь и фотоаппарат с фотографиями зданий Лахора. «Это не работа дипломата. Это работа шпиона» — сказал один из полицейских Лахора.
Ряд американских СМИ узнали о данном происшествии, но держали это в тайне по просьбе администрации Обамы. На одном из телевизионных каналов Колорадо вышел в эфир репортаж с женой Дэвиса. Она сделала заявление, что её муж является сотрудником ЦРУ. Данный репортаж был прерван после прямого вмешательства представителей американской разведки.
Дэвис убил двух молодых мужчин — Файзана Хайдера (22 год) и Мухаммада Фахима (26 лет). По некоторым данным, они были агентами межведомственной пакистанской разведки и следили за Дэвисом, подозреваемым в шпионаже. Но представители США утверждали, что эти мужчины были мелкими воришками — следователи нашли у них краденые мобильные телефоны, иностранную валюту и оружие.
Многие пакистанцы были возмущены действиями американца, который совершил двойное убийство во втором по величине городе страны. Правительство Пакистана взяло таймаут до 14 марта, чтобы решить, что делать с Рэймондом.

### Итог
Соединённые Штаты обвинили Пакистан в незаконном задержании Рэймонда и заявили о свёртывании ежегодной помощи Исламабаду в размере полутора миллиардов долларов США.
16 марта 2011 года Пакистан поддался давлению со стороны США и выпустил Рэймонда Дэвиса на свободу. Правительство США выплатило денежную компенсацию семьям двух убитых мужчин.